# Catálise covalente
A catálise covalente é um dos mecanismos pelo qual a catálise enzimática pode ocorrer. Na catálise covalente o substrato forma uma ligação covalente transitória com resíduos no sítio ativo da enzima ou com um cofator. Isso gera um intermediário covalente da reação, o que ajuda a reduzir a energia dos estados de transição da reação. Posteriormente, essa ligação covalente é desfeita a fim de regenerar a enzima. As ligações covalentes são formadas mais comumente como resultado do ataque de ataque nucleofílico da enzima a uma região eletrofílica do substrato que é ligado no sítio ativo. Os grupos nucleofílicos que estão presentes nas cadeias laterais dos resíduos de aminoácidos são RCOO-, RNH, R OH e os átomos de nitrogênio do anel imidazol de resíduos de histidina. As porções eletrofílicas de substratos que formam as ligações covalentes podem ser grupos acil, fosforil ou glicosil. Algumas enzimas utilizam cofatores como o piridoxal fosfato ou a tiamina pirofosfato para formar intermediários covalentes. Esses intermediários reduzem a energia de estados de transição, de modo semelhante aos resíduos de cadeias laterias de enzimas.